# Metoda atomów znaczonych
Metoda atomów znaczonych – jądrowa metoda analityczna, która wykorzystuje atomy znaczone.
Do badanej próbki dodaje się związek chemiczny, który zawiera atomy znaczone, czyli izotop promieniotwórczy. Następnie inicjuje się reakcję i bada się, gdzie po zakończeniu reakcji obserwuje się promieniotwórczość w osadzie, czy w roztworze. Można też celowo dodać izotopy niepromieniotwórcze i śledzić dalej ich rozmieszczenie w próbce.
Metoda ta zezwala na badanie mechanizmów reakcji chemicznych, także dla bardzo krótko żyjących izotopów, takich które mają krótki czas połowicznego rozpadu (np. transuranowce).